# Еловский сельсовет (Балахтинский район)
Еловский сельсовет — муниципальное образование (сельское поселение) в Балахтинском районе Красноярского края. Административный центр — село Еловка

## География
Еловский сельсовет находится в северной части Балахтинского района.
Удалённость административного центра сельсовета — села Еловка от районного центра — посёлка Балахта составляет 35 км.

## История
Еловский сельсовет наделён статусом сельского поселения в 2005 году.

## Население
| 2010 | 2012  | 2013 | 2014 | 2015 | 2016 | 2017 |
| ---- | ----- | ---- | ---- | ---- | ---- | ---- |
| 1035 | ↘1005 | ↘965 | ↘940 | ↘911 | ↘871 | ↘849 |
| 2018 | 2019  | 2020 | 2021 |      |      |      |
| ↘846 | ↘830  | ↘797 | ↘776 |      |      |      |

Гендерный состав
По данным Всероссийской переписи населения 2010 года 482 мужчины и 553 женщины из 1035 чел.

## Состав сельского поселения
В состав сельского поселения входят 4 населённых пункта:
| № | Населённый пункт | Тип населённого пункта       | Население |
| - | ---------------- | ---------------------------- | --------- |
| 1 | Гладкий Мыс      | деревня                      | ↘53       |
| 2 | Еловка           | село, административный центр | ↘584      |
| 3 | Трясучая         | деревня                      | ↘103      |
| 4 | Чистые Пруды     | посёлок                      | ↘295      |

### Упразднённые населённые пункты
- Ясный — упразднённый в 1997 году посёлок[16].